# Pseudofentonia tiga
Pseudofentonia tiga är en fjärilsart som beskrevs av Alexander Schintlmeister 1997. Pseudofentonia tiga ingår i släktet Pseudofentonia och familjen tandspinnare. Inga underarter finns listade i Catalogue of Life.